# Манучар II Шервашидзе
Манучар II Шервашидзе (груз. მანუჩარ შარვაშიძე; д/н — бл. 1770) — 8-й мтаварі (князь) Абхазії в 1757—1770 роках.

## Життєпис
Походив з династії Шервашидзе. Старший син мтаварі Манучара I. Після повалення батька 1757 року отримав владу. Відомостей про нього обмаль. Деякий час перебував в Стамбулі, де перейшов до ісламу під ім'ям Сулейман-бей. Отримавши владу в Абхазії повернувся до християнства.
Встановив союз з мегрельським князем Кацією II, що 1765 року визнав зверхність османів. 1766 року вони разом брали участь у військовій кампанії проти Соломона I, царя Імеретії. 1767 року допомагав Теймуразу, царю Імеретії, у боротьбі проти Соломона I.
Під час війни Османської і Російської імперій з 1769 року активно діяв на боці першої, постійно атакуючи Імеретію, союзника росіян. Помер Манучар II 1770 року. Йому спадкував брат Зураб.